# 楊弓
楊弓（ようきゅう）とは、楊柳で作られた遊戯用の小弓。転じて、楊弓を用いて的を当てる遊戯そのものも指した。弓の長さは2尺8寸（約85cm）、矢の長さは7寸から9寸2分とされる。中国の唐代で始まったとされ、後に日本にも伝わり、室町時代の公家社会では、「楊弓遊戯」として遊ばれた。

## 楊弓場と矢場女

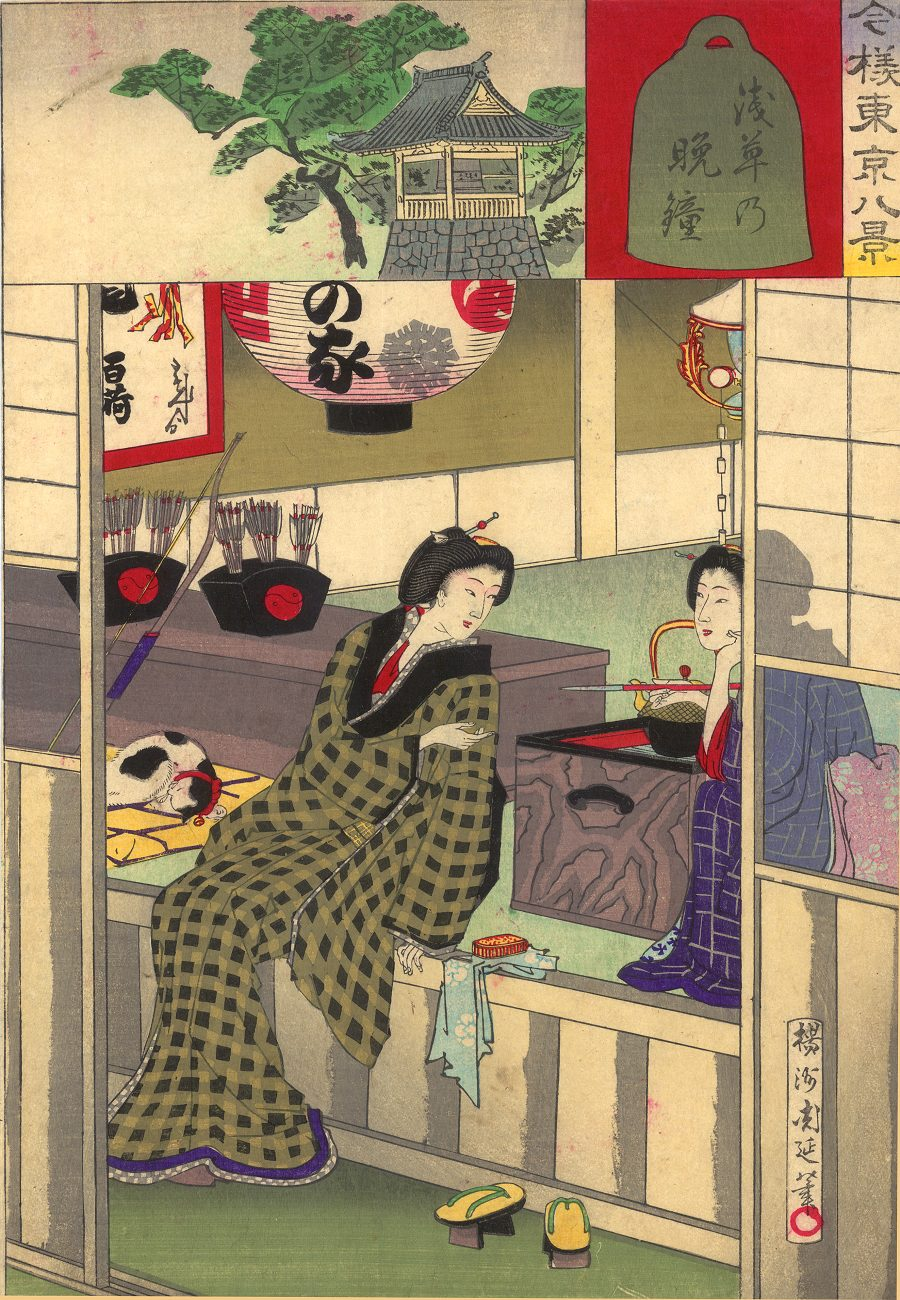
矢場女を描いた周延の浮世絵「今様東京八景　浅草乃晩鐘」1888年

江戸時代に入ると、神社や盛り場などで、楊弓場（ようきゅうば）または矢場（やば）と呼ばれる楊弓の遊技場が設けられるようになった。楊弓場には矢拾女・矢場女（やばおんな）と呼ばれる、矢を拾ったり客の応対をしたりする女性がいたが、後に娼婦の役目を果たすようになった。また、的に的中させた時の景品も時代が下るにつれて高価になっていったことから、天保の改革では、売春と賭博の拠点として取り締まりの対象となった。幕末から明治初期にかけて全盛期を迎えた。
東京へは明治初年に浅草奥山（浅草寺の西側裏手一帯）に楊弓場が現れ、一般には「矢場」と呼ばれ広まった。店は競って美人の矢取り女（矢場女・矢拾い女）を置き、男たちの人気を集めた。矢取り女は射た矢を集めるのが仕事だが、客に体を密着させて射的方法を教えたり、矢を拾う際に足を見せたりして媚びを売った。戯れに矢拾い女の尻にわざと矢を当てる客もあり、それをうまくかわす女の姿がまた客を喜ばせた。店裏で売春もし、客の男たちは女の気を引くために足繁く通い、出費で身を滅ぼす者も出た。しかし、次第に値段の安い銘酒屋にその人気を奪われ、明治中期以後急速に衰退した。東京では関東大震災の影響もあって、昭和に入る頃には楊弓場・矢場は姿を消したという。
1877年、東京で楊弓店が繁盛し、東京警視庁は風紀悪化の傾向防止のため、楊弓店取締規則をさだめた。

## 矢場に関連する作品
- 十字路 (1928年の映画) - 主人公の弟が矢場の女にいれあげる。
- 丹下左膳余話 百萬両の壺 - 主人公が矢場の用心棒。
- 竹光侍 - 主人公が矢場に出入りする。主人公の愛人が矢取女[5]。
- ヰタ・セクスアリス - 森鷗外の小説。11歳の主人公が連れられて浅草奥山の楊弓店へ立ち寄る。